# Norrkläpparna
Norrkläpparna är öar i Finland. De ligger i Skärgårdshavet och i kommunen Pargas i landskapet Egentliga Finland, i den sydvästra delen av landet. Öarna ligger omkring 77 kilometer sydväst om Åbo och omkring 190 kilometer väster om Helsingfors. Norrkläpparna ligger 5 meter över havet.
Arean för den av öarna koordinaterna pekar på är 0,4 hektar och dess största längd är 130 meter i sydväst-nordöstlig riktning.